# Douglas Stuart
Douglas Cecil Rees Stuart (ur. 1 marca 1885 w Kingston upon Thames, zm. w 1969 w Marsylii) – brytyjski wioślarz i oficer, brązowy medalista olimpijski.
Kształcił się w Cheltenham College i Kolegium Trójcy Świętej University of Cambridge. Czterokrotnie brał udział w The Boat Race: w latach 1906, 1907 i 1908 odnosił zwycięstwa, a w 1909 roku przegrał.
Wystąpił na igrzyskach olimpijskich w Londynie w 1908 roku, gdzie brytyjska osada Cambridge w składzie: Frank Jerwood, Eric Powell, Oswald Carver, Edward Williams, Henry Goldsmith, Harold Kitching, John Burn, Douglas Stuart i Richard Boyle zdobyła brązowy medal. Był to jego jedyny start olimpijski.
Brał udział w I wojnie światowej jako podporucznik piechoty. Był ranny w trakcie bitwy nad Sommą. Pod koniec wojny był również członkiem sądu wojskowego.
W 1907 roku portrecista Leslie Ward uwiecznił jego sylwetkę na obrazie pt. "Duggie".